# معركة وادي كودوري
كانت معركة وادي كودوري عملية عسكرية خلال الحرب الروسية الجورجية في وادي كودوري الأعلى في أبخازيا، المنطقة الانفصالية في جورجيا. كان الجزء الوحيد من أبخازيا تحت السيطرة الجورجية قبل هذا الصراع العسكري. في 9 أغسطس 2008، شن الجيش الأبخازي، بدعم من القوات الروسية، عملية لإخراج القوات الجورجية المتبقية من المضيق المتنازع عليه. بعد ثلاثة أيام، غادر الجيش الجورجي وادي كودوري العلوي.

## استعدادات الأبخاز والجيش الروسي
أرسلت روسيا سفنًا بحرية لحصار ساحل البحر الأسود في جورجيا. في 10 أغسطس 2008، وصلت مجموعة من السفن من أسطول البحر الأسود الروسي، بما في ذلك سفينة الصواريخ موسكفا الرائدة، إلى القرب من الحدود الجورجية. وزعم المصدر في مقر البحرية الروسية أن «الغرض من وجود سفن أسطول البحر الأسود في هذه المنطقة هو تقديم المساعدة للاجئين». وقال متحدث باسم رئيس أبخازيا في وقت سابق إن «الإدارة المحلية وقوات حفظ السلام طلبت من روسيا تعزيز وجودها البحري بالقرب من الساحل الأبخازي، بعد أن حاولت السفن الحربية الجورجية الاقتراب من الساحل».
في 10 أغسطس 2008، قالت الحكومة الجورجية إن 6000 جندي روسي دخلوا إلى أوسيتيا الجنوبية من مقاطعة أوسيتيا الشمالية الروسية المجاورة، و4 آلاف آخرين دخلوا أبخازيا. وي 11 أغسطس 2008، صرح مساعد قائد قوات حفظ السلام الروسية في أبخازيا، أن روسيا عززت قواتها في أبخازيا ولديها أكثر من 9000 من المظليين و350 عربة مدرعة هناك.

## الإنذار النهائي لجورجيا
في صباح يوم 9 آب / أغسطس 2008، طلب نائب وزير الدفاع الأبخازي، أن تسحب البعثة مراقبيها من وادي كودوري الأعلى. ثم سحبت البعثة جميع المراقبين الخمسة عشر من وادي كودوري الأعلى. وأعلنت السلطات الأبخازية قرارا اتخذه الرئيس باغابش بطرد القوات المسلحة الجورجية من وادي كودوري الأعلى. وفي فترة ما بعد الظهر، أبلغت البعثة عن قصف جوي لقرى جورجية في وادي كودوري الأعلى. في 10 أغسطس، عقد رئيس أبخازيا، سيرغيه باغابش، مؤتمرا صحفيا أعلن فيه أن عملياتهم في وادي كودوري الأعلى تسير وفقا للخطة. وأبلغ المدنيين الجورجيين والأفراد المسلحين إنذارًا نهائيًا لمغادرة وادي كودوري الأعلى. وقال أيضا إن حكومة أبخازيا طلبت من روسيا اتخاذ تدابير لتعزيز الحدود البحرية الأبخازية. وقال باغابش إن قراره ببدء عملية عسكرية ضد وادي كودوري الأعلى وافق عليه البرلمان.

## المعركة
في 9 أغسطس 2008، شن الانفصاليون المدعومون من روسيا في أبخازيا ضربات جوية ومدفعية لطرد القوات الجورجية من مضيق كودوري، وهو الجزء الوحيد من أبخازيا الذي كانت تسيطر عليه جورجيا قبل هذه الحرب. تم فتح «جبهة ثانية» ضد جورجيا. نقلت وكالة أنباء Itar-Tass عن وزير خارجية أبخازيا سيرجى شامبا قوله إن القوات المسلحة في أبخازيا بدأت عملية لإجبار القوات الجورجية على الخروج من الجزء الأعلى من مضيق كودوري. وفي تقرير منفصل لوكالة أنباء Interfax قال سيرغيه باغابش إن «طيرانها يقوم حاليا بعملية في الجزء العلوي من مضيق كودوري في أبخازيا التي تسيطر عليها جورجيا.» قال شامبا أيضا، «اليوم كان فقط الجزء الأول من العملية بالمدفعية الثقيلة المدعومة بالطيران.» نقلت وكالة إيتار تاس عن الرئيس الجورجى ميخائيل ساكاشفيلي قوله إن جورجيا هزمت جميع الهجمات على الجزء الأعلى من مضيق كودوري. وفي 10 أغسطس، واصلت الطائرات الحربية والمدفعية الأبخازية قصف المواقع الجورجية لليوم الثاني على التوالي. وقال باجابش إن أبخازيا تتصرف «بشكل مستقل». وأعلنت السلطات الانفصالية في أبخازيا عن تعبئة عسكرية كاملة. وقال رئيس أبخازيا إن «حوالي 1000 جندي أبخازي خاص» شاركوا في عمليات ضد القوات الجورجية. كانوا يهاجمون الجورجيين باستخدام «طائرات حربية وقاذفات صواريخ متعددة ومدفعية». «ستدخل العملية المرحلة التالية كما هو مخطط لها. وقال إنك ستتعرف على ذلك»، مشيراً إلى أنه سيُنشئ«ممرًا إنسانيًا» يسمح للسكان بالخروج. في 11 أغسطس 2008، قال وزير الدفاع الأبخازي ميراب كيشماريا لوكالة أنباء إنترفاكس الروسية، إن القوات الأبخازية ستقتل القوات الجورجية، إذا لم تغادر مضيق كودوري.
في 12 أغسطس 2008، أعلنت السلطات الأبخازية هجومًا عسكريًا ضد القوات الجورجية في مضيق كودوري. دعمت القوات الروسية العملية الأبخازية. وقال وزير خارجية أبخازيا سيرجي شامبا «لقد بدأت عملية تحرير مضيق كودوري». «قواتنا تحرز تقدما. نأمل في النجاح». وادعى شامبا أن القوات الروسية لم تشارك في العملية.
غادر الجيش الجورجي المضيق في 12 أغسطس 2008. وقالت نائبة وزير الداخلية الجورجي، إيكا زغولادزه، إن القوات الجورجية انسحبت من مضيق كودوري «كبادرة حسن نية». وادعى نائب وزير الدفاع الأبخازي، اللواء أناتولي زايتسيف، أن «القوات المحلية فقط - وليس الروسية» هي التي شاركت في العملية العسكرية. لكن مراسل وكالة أسوشييتد برس في المنطقة شاهد 135 مركبة عسكرية روسية تتجه إلى مضيق كودوري. وقال المسؤولون الجورجيون إن قواتهم في مضيق كودوري تتعرض للهجوم من قبل الروس. في 13 أغسطس 2008، زار الرئيس سيرغيه باغابش المضيق المتنازع عليه بطائرة هليكوبتر ليعلن أن آخر قطعة أرض يسيطر عليها الجورجيون في أبخازيا قد عادت إلى سيطرة السلطات الانفصالية. وقال جنود أبخاز أنهم اكتشفوا «جبل أسلحة» من البنادق الأمريكية من طراز M-16 إلى وحدات المدفعية وقذائف الهاون.

## الخسائر
قتل جندي من الأبخاز عن طريق الخطأ من قبل رفاقه. كما قتل جنديان جورجيان.

## العمليات خارج أبخازيا
في أغسطس 2008، أصدر قائد قوات حفظ السلام الروسية في أبخازيا، اللواء سيرجي شابان، إنذارًا دعا فيه القوات الجورجية إلى نزع سلاحها في مقاطعة زوغديدي على طول الحدود مع أبخازيا. وذكرت روسيا أن المهلة انتهت في الساعة 06:00 بتوقيت جرينتش. وقال سيرجي شابان إن القوات الروسية مستعدة لعملية نزع سلاح القوات الجورجية في المنطقة.
في 11 أغسطس 2008، قام المظليين الروس، المنتشرون في أبخازيا، باحتلال مدينة زوغديدي، وشنوا غارات على قواعد عسكرية في غرب جورجيا. في ذلك اليوم، دخلت القوات الروسية بلدة سيناكي، التي لم تواجه أي مقاومة تقريبًا، واستولت على القاعدة العسكرية. وقال نائب وزير الدفاع الجورجي باتو كوتيليا إن حوالي 30 ناقلة جند مدرعة وأكثر من 20 شاحنة مع الجنود الروس دخلت سيناكي وسيطرت على القاعدة العسكرية. أعلنت وزارة الدفاع الروسية أن «العمليات» نفذت في سيناكي. وذكر التقرير أن «العمليات تهدف إلى منع هجوم جديد للمدفعية الجورجية ضد قوات حفظ السلام الروسية وأوسيتيا الجنوبية.» وأصر المصدر على أنها تهدف إلى منع تعبئة جنود الاحتياط. وقال شوتا أوتياشفيلي المتحدث باسم وزارة الداخلية الجورجية إن قوات حفظ السلام الروسية والانفصاليين الأبخاز دخلوا قرية خورتشا في منطقة زوغديدي. بينما أنكر الانفصاليون الأبخاز المعلومات.
وقال مساعد لقائد القوات الروسية، ألكسندر نوفيتسكي، إنه خلال مهمة استطلاعية، دمر سلاح الجو الروسي طائرتين هليكوبتر جورجيتين في قاعدة سيناكي الجوية. تم التعرف على المروحيات على أنها MI-8 وMI-24، تابعة لسلاح الجو الجورجي. كما دمر الروس القاعدة في سيناكي. في 12 أغسطس 2008، مرت القوات الروسية أيضًا عبر ميناء بوتي وتمركزت حوله.
في 16 أغسطس 2008، قالت وزارة الخارجية الجورجية، إن وحدات الجيش الروسي والانفصاليين نقلوا حدود أبخازيا باتجاه نهر إنغوري. واحتلت القوات 13 قرية في جورجيا، وأقامت إدارة مؤقتة هناك ووضعت محطة الطاقة الكهرومائية في نهر إنغوري تحت السيطرة الانفصالية.